# Пинкас, Кароль
Кароль Пинкас (пол. Karol Pinkas; 13 февраля 1950, Висла — 7 июня 2023) — польский шахматист, международный мастер (1986), тренер.
Чемпион Польши в шахматах по переписке (1978), серебряный призёр Польши по быстрым шахматам (1989), неоднократный призёр командных чемпионатов страны по шахматам и быстрым шахматам.

## Изменения рейтинга
| Графики недоступны из-за технических проблем. См. информацию на Фабрикаторе и на mediawiki.org. |